# Martin Hansen (trädgårdsmästare)
Esben Martin Hansen, född 31 maj 1791 i Köpenhamn, död 7 juli 1875, var en dansk trädgårdsmästare. Han var bror till Peter Julius Hansen.
Hansen föddes på Blegdamsvejen, där hans far, Svend Hansen, som var bondson, hade köpt en trädgård. Sin trädgårdsutbildning fick han i sin fars handelsträdgård, och 1829 köpte han ett stycke jord mellan Farimagsvejen, Ladegårdsvejen och Kjærlighedsstien. Han planterade detta jordstycke och byggde växthus. Den ekonomiska villkoren var till en början svåra, men efterhand förbättrades dessa, och särskilt 1842–1854 var Hansens handelsträdgård en av de främsta och största i Danmark. I synnerhet väckte ett Kameliahus, där plantorna var fritt placerade, stor uppsikt, och när de vid påsktid stod i full blom, besöktes handelsträdgården av en stor mängd blomsterälskare, ja , även kung Kristian VIII med drottning brukade besöka huset några gånger om året. Dessutom gjorde Hansen sig känd genom de stora växtsamlingar, som han sände till utställningarna i Blomsterselskabets trädgård, och som alltid tilldelades de högsta utmärkelserna. Från 1854 utlades gator genom trädgården och vid hans död upphörde rörelsen.